# Oliver Kegel
Oliver Kegel (n. 14 iunie 1961, Berlin, RDG) este un caiacist german, medaliat olimpic. A participat la 2 ediții ale Jocurilor Olimpice (1984, 1992) în care a câștigat o medalie de aur.